# Nejvyšší hory amerických zemí

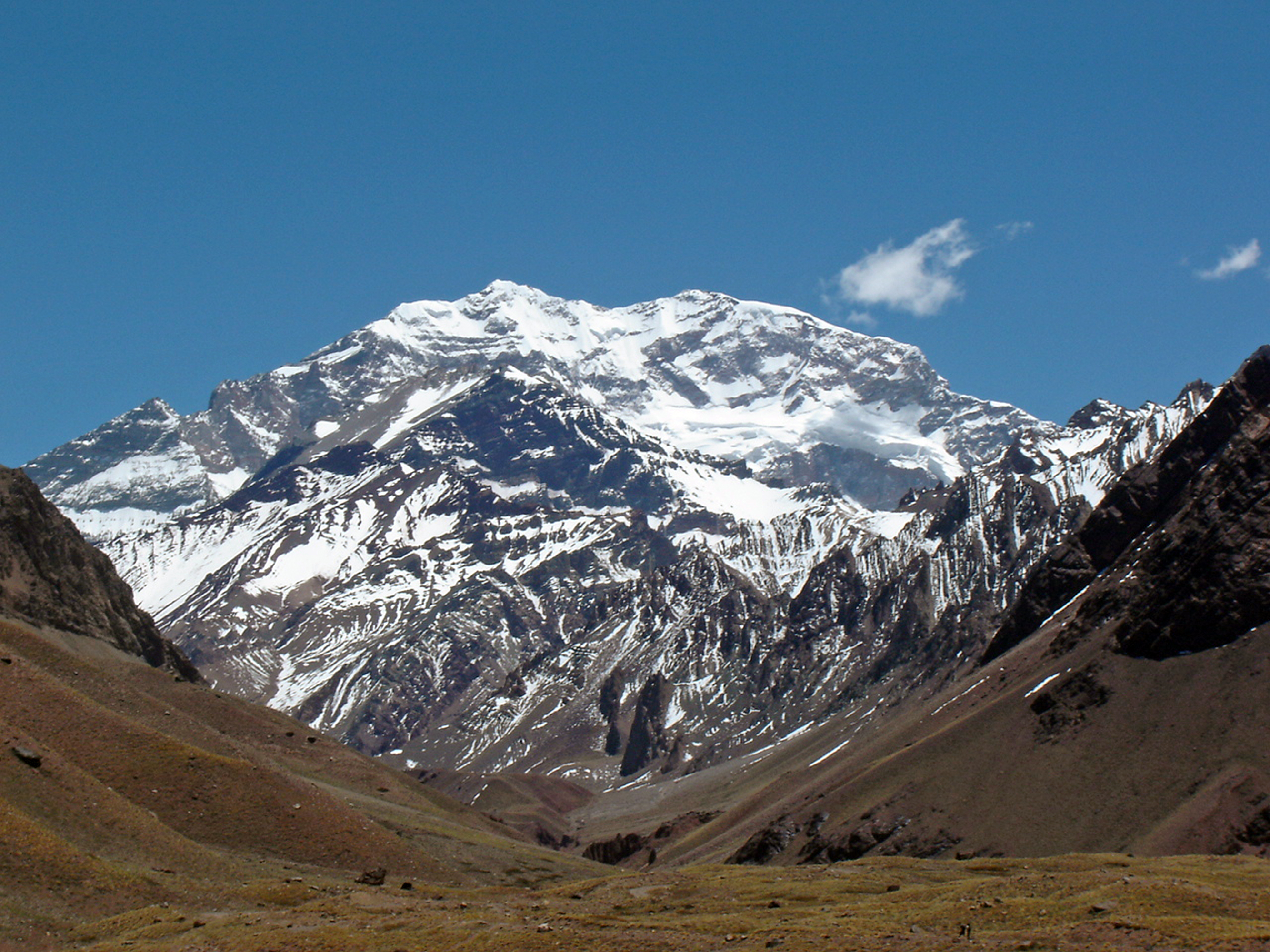
1. 1 Aconcagua (Argentina)

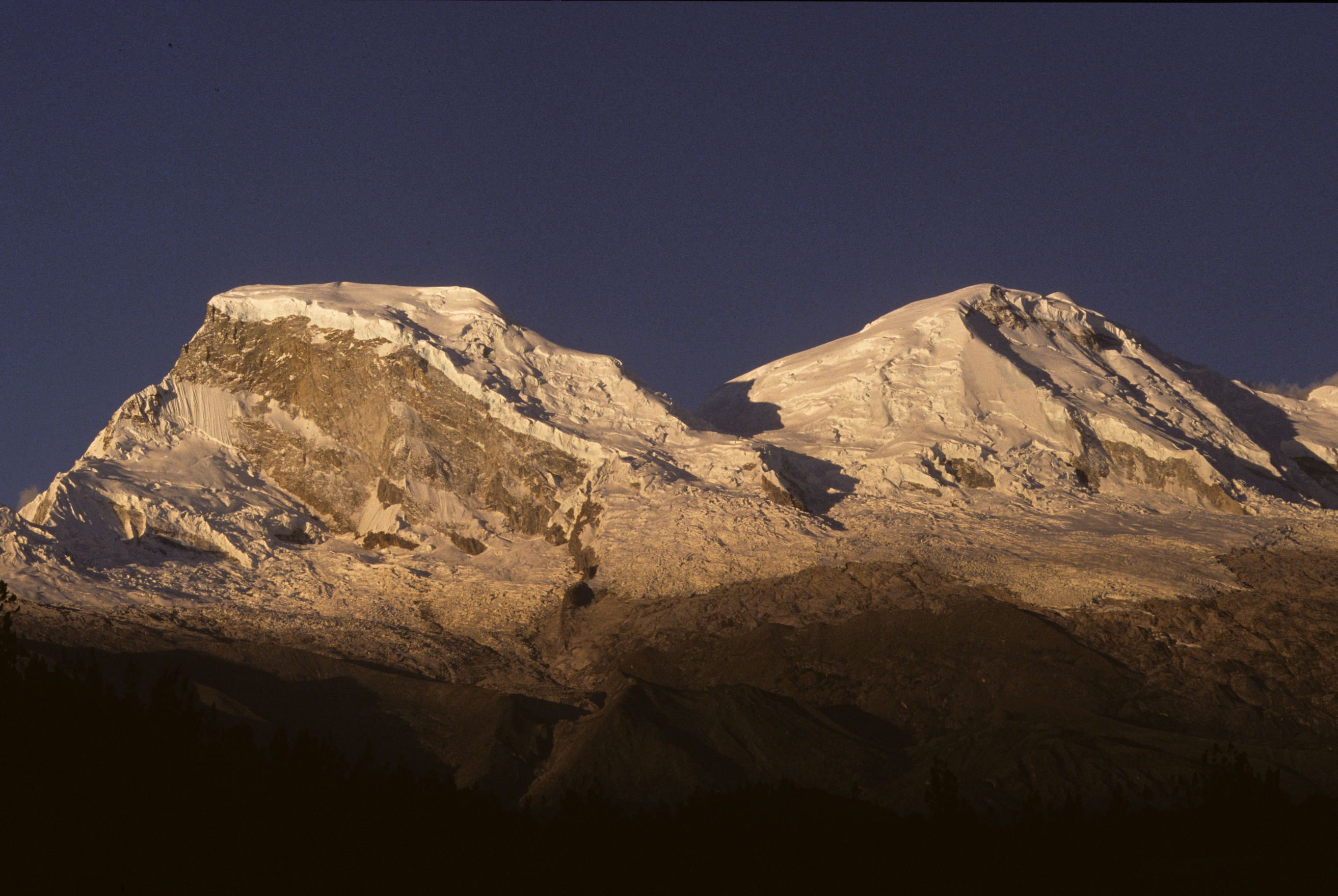
1. 3 Huascarán (Peru)

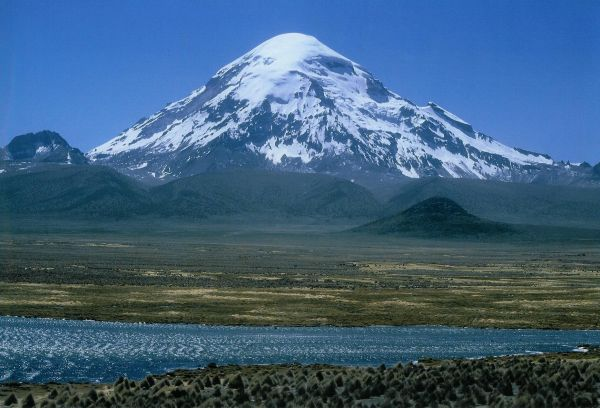
1. 4 Sajama (Bolívie)

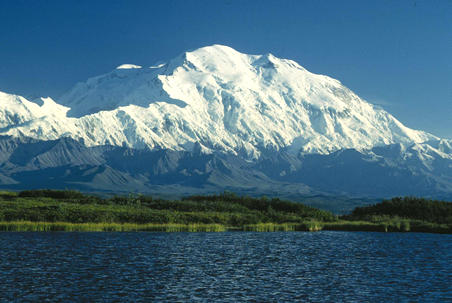
1. 6 Denali (USA)

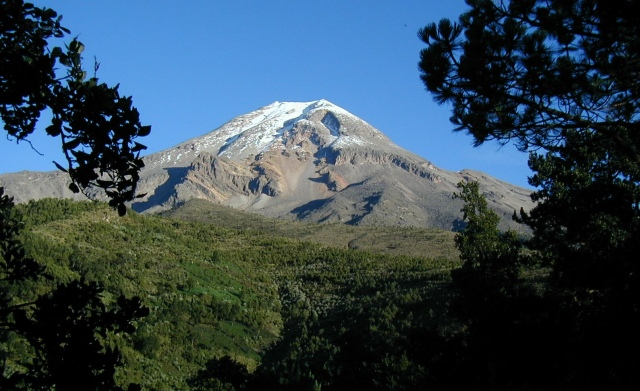
1. 9 Pico de Orizaba (Mexiko)

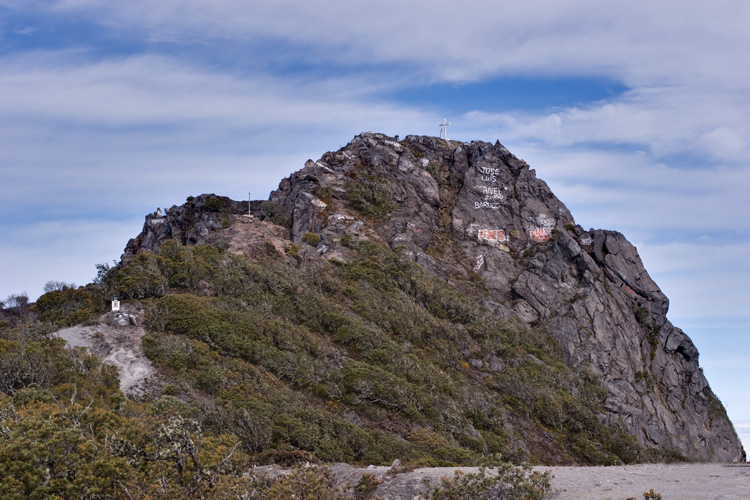
1. 13 Volcán Barú (Panama)

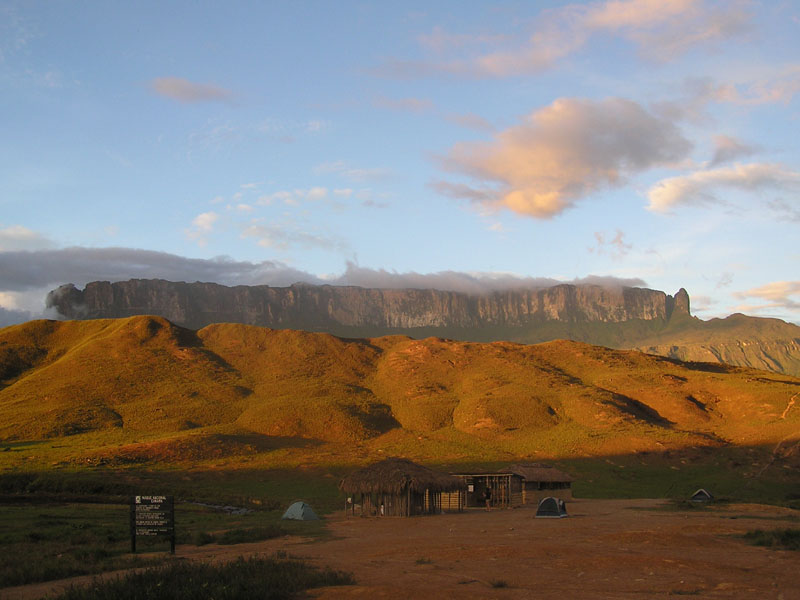
1. 17 Roraima (Guyana)

Seznam nejvyšších hor amerických zemí obsahuje seznam nejvyšších hor jednotlivých amerických (severních i jižních) zemí.
Nejvyšší hory teritorií a zámořských území (např. Bermudy, Francouzská Guyana, Grónsko nebo Portoriko) v seznamu nejsou.
| Země                      | Výška  | #  | Vrchol                        | Souřadnice                        | Pohoří, poznámka                             |
| ------------------------- | ------ | -- | ----------------------------- | --------------------------------- | -------------------------------------------- |
| Argentina                 | 6961 m | 1  | Aconcagua                     | 32°39′12″ j. š., 70°00′42″ z. d.  | Andy; nejvyšší hora Ameriky                  |
| Chile                     | 6893 m | 2  | Ojos del Salado               | 27°06′32″ j. š., 68°32′27″ z. d.  | Andy; nejvyšší sopka světa                   |
| Peru                      | 6768 m | 3  | Huascarán                     | 9°07′17″ j. š., 77°36′32″ z. d.   | Andy                                         |
| Bolívie                   | 6542 m | 4  | Sajama                        | 18°06′18″ j. š., 68°52′46″ z. d.  | Andy                                         |
| Ekvádor                   | 6267 m | 5  | Chimborazo                    | 1°28′09″ j. š., 78°49′03″ z. d.   | Andy                                         |
| Spojené státy americké    | 6190 m | 6  | Denali (dříve Mount McKinley) | 63°05′51″ s. š., 151°00′20″ z. d. | Aljašské hory; nejvyšší hora Severní Ameriky |
| Kanada                    | 5959 m | 7  | Mount Logan                   | 60°34′02″ s. š., 140°24′10″ z. d. | Saint Elias Mountains                        |
| Kolumbie                  | 5700 m | 8  | Pico Cristóbal Colón          | 10°50′18″ s. š., 73°41′12″ z. d.  | Sierra Nevada de Santa Marta                 |
| Mexiko                    | 5636 m | 9  | Pico de Orizaba               | 19°01′45″ s. š., 97°16′09″ z. d.  | Neovulkanické pohoří                         |
| Venezuela                 | 4981 m | 10 | Pico Bolívar                  | 8°32′27″ s. š., 71°02′47″ z. d.   | Andy                                         |
| Guatemala                 | 4220 m | 11 | Tajumulco                     | 15°02′02″ s. š., 91°54′10″ z. d.  | Sierra Madre de Chiapas                      |
| Kostarika                 | 3820 m | 12 | Cerro Chirripó                | 9°48′33″ s. š., 83°48′33″ z. d.   | Cordillera de Talamanca                      |
| Panama                    | 3475 m | 13 | Volcán Barú                   | 8°48′29″ s. š., 82°32′35″ z. d.   | Cordillera de Talamanca                      |
| Dominikánská republika    | 3098 m | 14 | Pico Duarte                   | 19°01′23″ s. š., 70°59′53″ z. d.  | Cordillera Central                           |
| Brazílie                  | 2994 m | 15 | Pico da Neblina               | 0°48′27″ s. š., 66°00′15″ z. d.   | Guyanská vysočina                            |
| Honduras                  | 2870 m | 16 | Cerro Las Minas               | 14°32′03″ s. š., 88°40′48″ z. d.  | Cordillera de Celaque                        |
| Guyana                    | 2750 m | 17 | Roraima                       | 5°08′36″ s. š., 60°45′45″ z. d.   | Guyanská vysočina                            |
| Salvador                  | 2730 m | 18 | Cerro El Pital                | 14°23′03″ s. š., 89°07′44″ z. d.  | Sierra Madre de Chiapas                      |
| Haiti                     | 2680 m | 19 | Pic la Selle                  | 18°21′36″ s. š., 71°58′35″ z. d.  | Chaîne de la Selle                           |
| Jamajka                   | 2256 m | 20 | Blue Mountain Peak            | 18°01′47″ s. š., 76°34′26″ z. d.  | Blue Mountains                               |
| Nikaragua                 | 2107 m | 21 | Mogotón                       | 13°45′47″ s. š., 86°23′55″ z. d.  | Cordillera Isabelia                          |
| Kuba                      | 1974 m | 22 | Pico Turquino                 | 19°59′22″ s. š., 76°50′09″ z. d.  | Sierra Maestra                               |
| Dominika                  | 1447 m | 23 | Morne Diablotins              | 15°30′12″ s. š., 61°23′50″ z. d.  | ostrov Dominika                              |
| Svatý Vincenc a Grenadiny | 1234 m | 24 | Soufrière                     | 13°20′02″ s. š., 61°10′58″ z. d.  | ostrov Svatý Vincenc                         |
| Surinam                   | 1230 m | 25 | Juliana Top                   | 3°40′58″ s. š., 56°32′08″ z. d.   | Wilhelminino pohoří                          |
| Svatý Kryštof a Nevis     | 1156 m | 26 | Liamuiga                      | 17°22′07″ s. š., 62°48′10″ z. d.  | ostrov Svatý Kryštof                         |
| Belize                    | 1124 m | 27 | Doyle's Delight               | 16°29′24″ s. š., 89°02′46″ z. d.  | Maya Mountains                               |
| Svatá Lucie               | 0950 m | 28 | Mount Gimie                   | 13°51′49″ s. š., 61°00′42″ z. d.  | ostrov Svatá Lucie                           |
| Trinidad a Tobago         | 0940 m | 29 | El Cerro del Aripo            | 10°43′24″ s. š., 61°14′42″ z. d.  | ostrov Trinidad                              |
| Paraguay                  | 0842 m | 30 | Cerro Peró                    | 25°54′06″ j. š., 56°09′36″ z. d.  | Cordillera del Ybytyruzú                     |
| Grenada                   | 0840 m | 31 | Mount Saint Catherine         | 12°09′44″ s. š., 61°40′31″ z. d.  | ostrov Grenada                               |
| Uruguay                   | 0514 m | 32 | Cerro Catedral                | 34°22′56″ j. š., 54°40′28″ z. d.  | Cuchilla Grande                              |
| Antigua a Barbuda         | 0402 m | 33 | Mount Obama                   | 17°02′31″ s. š., 61°51′04″ z. d.  | ostrov Antigua; do roku 2009 Boggy Peak      |
| Barbados                  | 0336 m | 34 | Mount Hillaby                 | 13°12′38″ s. š., 59°34′54″ z. d.  | ostrov Barbados                              |
| Bahamy                    | 0063 m | 35 | Mount Alvernia                | 24°17′39″ s. š., 75°24′30″ z. d.  | ostrov Cat Island                            |